# Данаил Георгиев
Данаил Георгиев е български политик.

## Биография
Данаил Георгиев е роден в северозападния македонски български град Кратово, Османската империя, днес в границите на Северна Македония. Емигрира в Свободна България. В 1893 година е избран за депутат в Седмото обикновено народно събрание.